# Stone Music Entertainment
Stone Music Entertainment (Hangul: 스톤 뮤직 엔터테인먼트) fue una empresa privada de entretenimiento de Corea del Sur bajo la E&M Division de CJ E&M. Fue una de las mayores empresas coproductoras en Corea del Sur. Sin embargo, la compañía continúa operando como una marca de distribución musical.
Stone Music Entertainment—anteriormente CJ E&M Music— fue nombrado Distribuidor de Música del Año en los Gaon Chart K-Pop Awards en 2014.

## Historia
La empresa se estableció como Mediopia en mayo de 1994; más tarde, en junio de 1994, fue renombrada como Mediopia Technology Co., Ltd, y pasó a ser fabricante y distribuidora de dispositivos electrónicos.
En enero de 2002, la empresa se registró en KOSDAQ.
En agosto de 2004, Maekyung Hudson se incorporó como subsidiaria.
En julio de 2006, el mayor accionista cambió de Poibos Co., Ltd. a CJ Corporation y se incorporó como una filial de CJ Corporation. La empresa se convirtió más tarde en parte de CJ Media Co., Ltd.
En septiembre de 2006, la empresa se volvió a establecer más tarde como Mnet Media, tras la fusión con GM Agency, MaxMP3 e ID Icheon Entertainment.
En enero de 2007, la empresa estableció la empresa de entretenimiento Core Contents Media, con el productor Kim Kwang-soo a la cabeza.
En mayo de 2007, CJ Music se fusionó con Mnet Media, la cual operaba en los negocios de distribución de música y radiodifusión.
En enero de 2011, Mnet Media se fusionó con CJ E&M y pasó a llamarse CJ E&M Music. Tras la fusión, la empresa fue revocada de la lista de KOSDAQ en marzo de 2011.
En diciembre de 2013, CJ E&M Music adquirió el 19 % de las acciones de Jellyfish Entertainment para formar una asociación empresarial.
En marzo de 2014, se presentó el sistema de disqueras CJ E&M con Jellyfish Entertainment, The Music Works, MMO Entertainment y 1877 Entertainment se unieron al sistema. 
En abril de 2014, CJ E&M Music lanzó un consorcio con la disquera japonesa Victor Entertainment, que fue nombrada CJ Victor Entertainment.
En septiembre de 2015, CJ E&M Music adquirió B2M Entertainment.
En octubre de 2015, CJ E&M Music firmó un acuerdo estratégico de asociación con la disquera de hiphop Hi-Lite Records.
En enero de 2016, CJ E&M Music firmó un acuerdo estratégico de asociación con la disquera de hip hop AOMG.
En 2017, CJ E&M Music estableció una nueva disquera llamada Stone Music Entertainment. La disquera comenzó a producir música para artistas bajo CJ E&M Music, tales como Wanna One, Davichi y JBJ, también produjo al grupo ganador de Idol School, Fromis 9.
En agosto de 2017, CJ E&M Music estableció High Up Entertainment, un consorcio con el equipo productor Black Eyed Pilseung. En ese mismo periodo, CJ E&M adquirió un 32 % adicional de las acciones de Jellyfish Entertainment, más del 19 % de acciones que había previamente adquirido en 2013, con lo cual se volvió el accionista más grande de la disquera, con un total de 51 %.
En noviembre de 2017, CJ E&M Music adquirió Amoeba Culture.
En abril de 2018, Stone Music Entertainment se registró oficialmente y más tarde CJ E&M se fusionó con Stone Music Entertainment en mayo de 2018.
En junio de 2018, Stone Music Entertainment estableció Swing Entertainment como disquera exclusiva para dirigir Wanna One debido a que este grupo terminó su contrato con YMC Entertainment y con Shin Dong-il (quien era su mánager bajo YMC Entertainment) como la cabeza de la disquera.
En agosto de 2018, CJ E&M vendió el 51 % de sus acciones en High Up Entertainment de vuelta a Black Eyed Pilseung, tras lo cual High Up Entertainment se volvió una empresa independiente.
En septiembre de 2018, Stone Music Entertainment estableció la disquera exclusiva Off The Record Entertainment para producir a las ganadoras de Produce 48, Iz*One, y a las de Idol School, Fromis 9.
En octubre de 2018, Genie Music adquirió los derechos de distribución de los lanzamientos de Stone Music Entertainment en formato digital después de que se fusionara con la empresa asociada de esta última, CJ Digital Music. Las dos empresas todavía lanzarán álbumes físicos por separado.
El 31 de enero de 2019, Stone Music Entertainment confirmó el establecimiento de una disquera exclusiva, LM Entertainment para producir a Kang Daniel y Yoon Jisung a partir del 1 de febrero, tras el término de su contrato con MMO Entertainment. La disquera está bajo la dirección de Shin Dong-il, quien también había dirigido Swing Entertainment, la antigua disquera mientras el grupo Wanna One estaba activo.
El 20 de abril de 2021, Sport Kyunghang anunció que CJ E&M cerraría Stone Music Entertainment a partir del 8 de abril. Según las noticias, CJ E&M declaró que estaban “trabajando para reorganizar sus sub-disqueras con el fin de tener más eficiencia.”
En mayo de 2021, CJ E&M estableció la disquera de música nueva, Wake One Entertainment, para producir a TO1.

## Subsidiarias y distribución de música
|  | Disqueras e inversiones - Swing Entertainment - AOMG - Amoeba Culture - H1GHR Music - MNH Entertainment - Yuehua Entertainment - KQ Entertainment - Jellyfish Entertainment | Distribución - Ambition Musik - Amoeba Culture (afiliado) - AOMG (afiliado) - Craft&Jun - Dooroodooroo Artist Company - Dorothy Company - Feel Ghood Music - H1GHR Music (afiliado) - Hi-Lite Records (afiliado) - 1llionaire Records - In Next Trend - Jellyfish Entertainment - Mapps Entertainment - MNH Entertainment - RBW - Swing Entertainment - Vismajor Company - WM Entertainment - YNG & RICH Entertainment - Ballin ' All Day - OUI Entertainment - KQ Entertainment (co-dirigida por E&M Division con KMP Holdings y Genie Music) - Star Road Entertainment - Yuehua Entertainment - Mnet (para lanzamientos de programas musicales) - tvN (para álbumes de soundtracks de drama) - OCN (para álbumes de soundtracks de drama) |

### Manipulación de precio

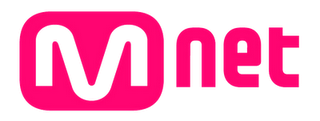
Logo de Mnet Media.